# 上七軒

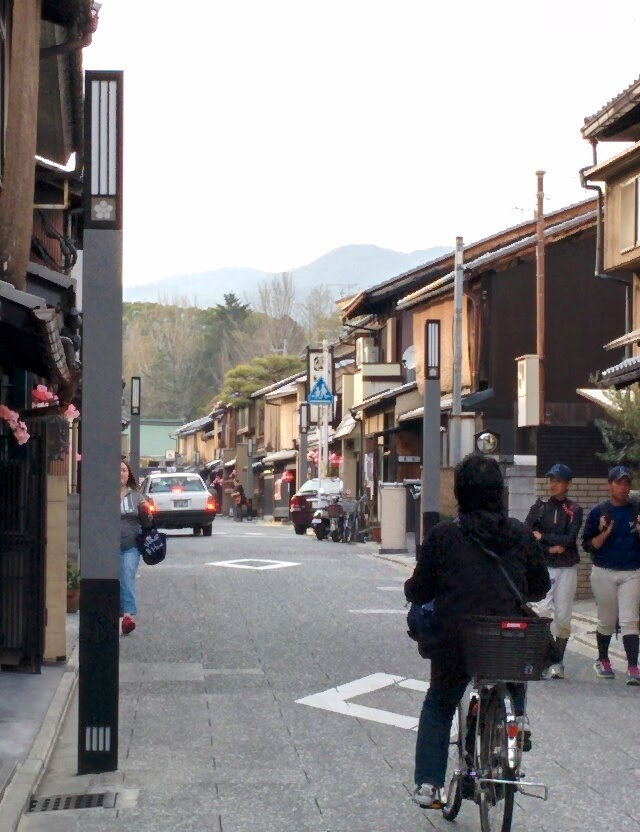
上七軒の町並み 2016年

上七軒（かみひちけん）は、京都市上京区真盛町から社家長屋町に位置する花街である。
室町時代に北野天満宮の再建の際に残った資材を使って7軒の茶店を建てた。これが「上七軒」の由来で、桃山時代に豊臣秀吉が北野で大茶会を開いた折に茶店側は団子を献上したところ大いに誉められて以来、また西陣の結びつきで花街としての繁栄を極める。
毎年春になると上七軒歌舞練場で『北野をどり』が上演されて少数ながらにして良い技芸を磨き披露している。舞踊の流派は明治以前は篠塚流、その後は花柳流。茶道は西方尼寺で習っている。
現在（2015年）、お茶屋10軒、芸妓、舞妓合わせて31名である。

## 歴史

### 江戸時代までの経過

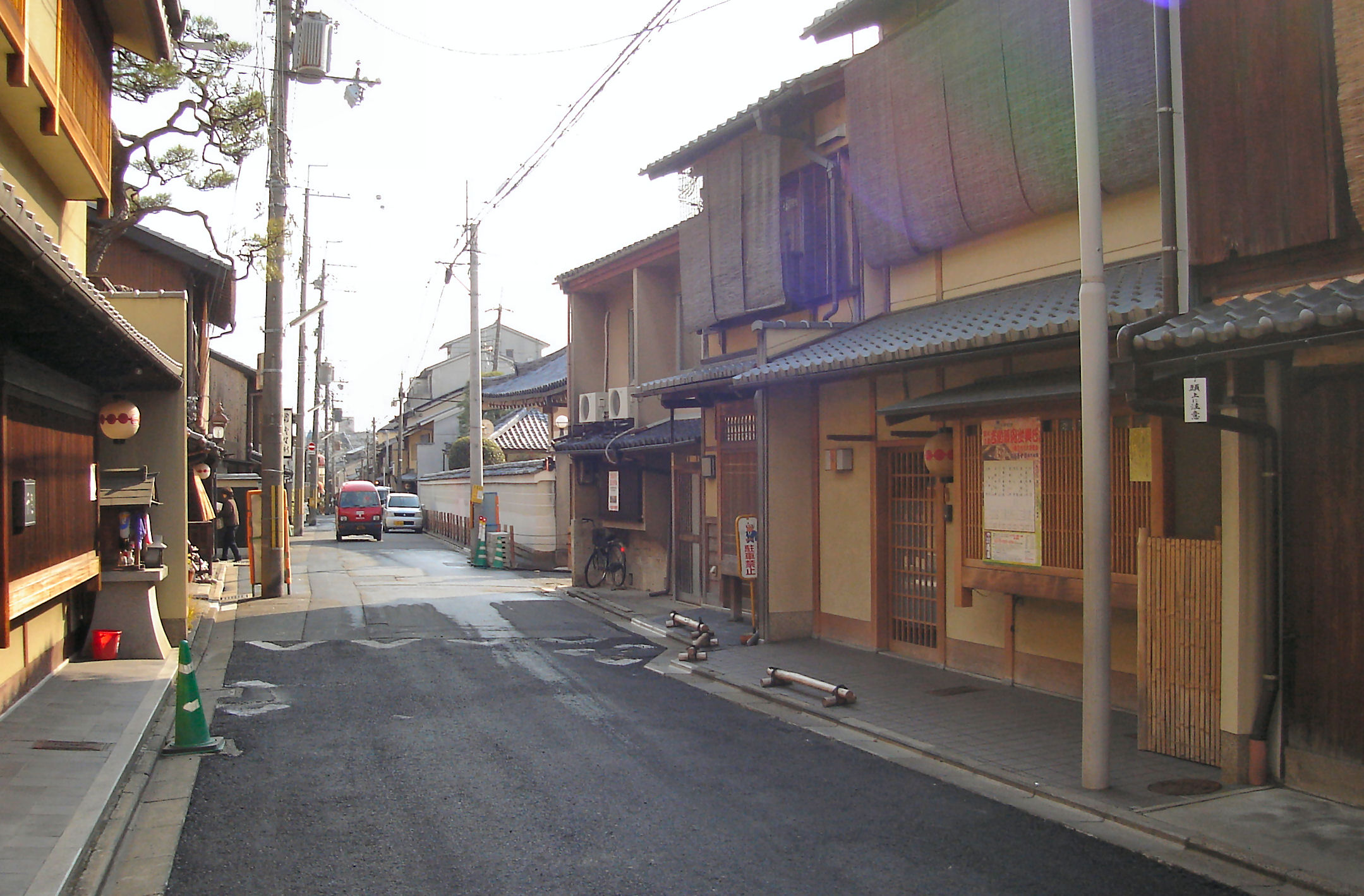
上七軒 2005年 電線地中化前の町並み

江戸期に下の森や五番町に茶屋株を貸し、芸妓中心の花街として発展し、江戸末期に土方歳三が上七軒の芸妓、舞妓を相手にした逸話があるが不明である。

### 明治以後

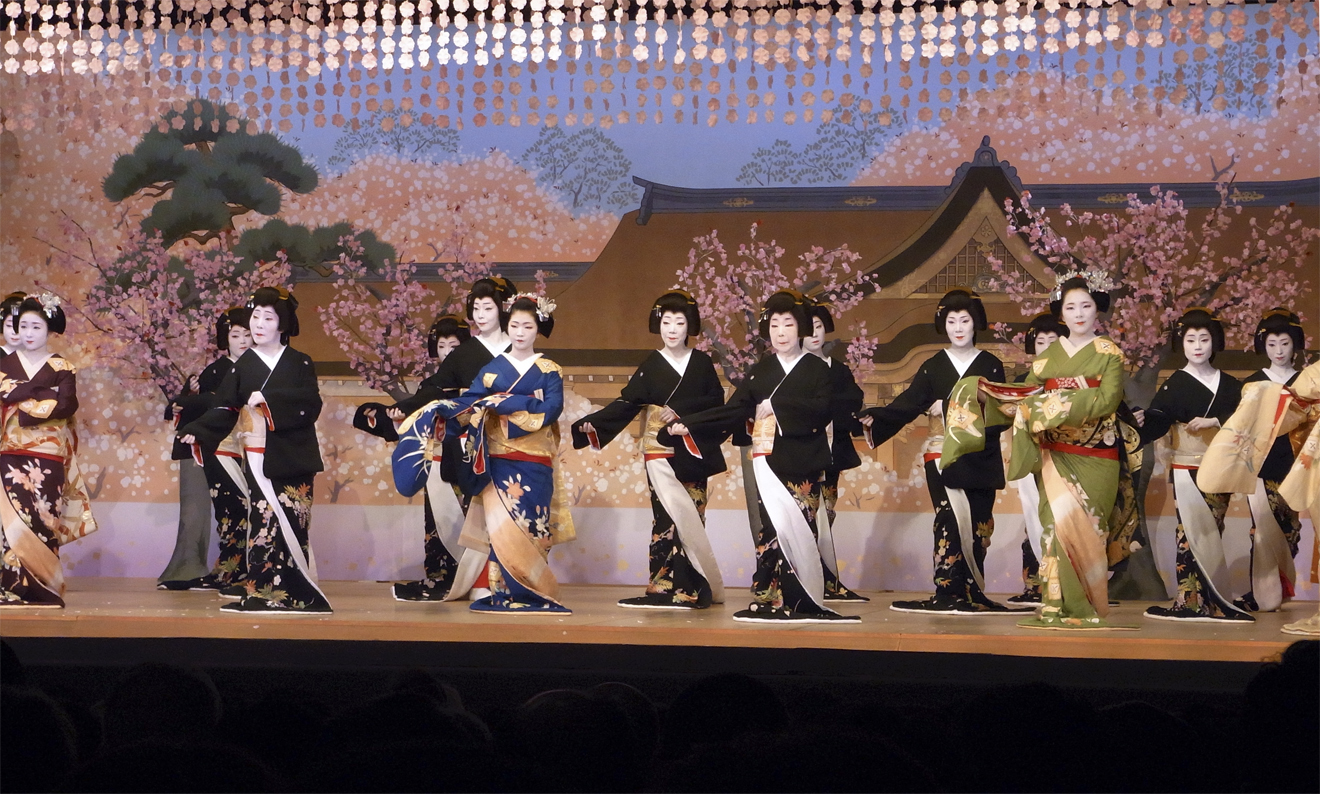
北野をどり

上七軒は戦前まではお茶屋50軒、芸妓、舞妓あわせて60名で娼妓も3名いたが第二次世界大戦でお茶屋の大半が転廃業し、1945年ごろに再開。そのころはお茶屋35軒、芸妓50名ぐらい（舞妓は襟替え等で含まれていない）いたが西陣織産業の衰退により減少し、芸妓数も20名以下に落ち込んで、歌舞会所属の舞踊学校で習っている優秀な生徒に対し組合が北野をどりへの出演を要請していた時期もあった。その中で芸妓が生まれている。
その間、お茶屋『吉田家』の娘であるひろ子が戦後で初の舞妓として店出しをしたが、後に襟替えをし、舞妓はしばらくは消滅した。しかし1981年3月、石川県出身の梅ぎくが久々の舞妓として店出し、多くの関係者に祝福を受け、彼女の後に次々と舞妓が誕生していく。1990年代前期、歌舞会は雑誌、テレビなどで舞妓募集を呼びかけ、事実7名の舞妓が生まれたが、伝統を重んじる一部の反対により頓挫した。しかし、近年インターネットがきっかけで舞妓に志願する女性の数が再び増加してきている。2015年現在、舞妓は8名である。その他にOLや薬剤師、大学卒業生から芸妓への転身を遂げた女性もおり、世間に話題を提供した。
お茶屋、芸舞妓の増減が激しい上七軒だが、室町時代から続く伝統を大事にしながら新しい方向へ歩みだしている。2001年、上七軒一帯は上京北野景観整備地区に指定され、2010年3月25日、明治30年代建築の歌舞練場が大規模改修工事を終え、4月中旬に公演されていた北野をどりを58年振りに繰り上げ、杮落とし公演として他の花街よりも早く上演された。

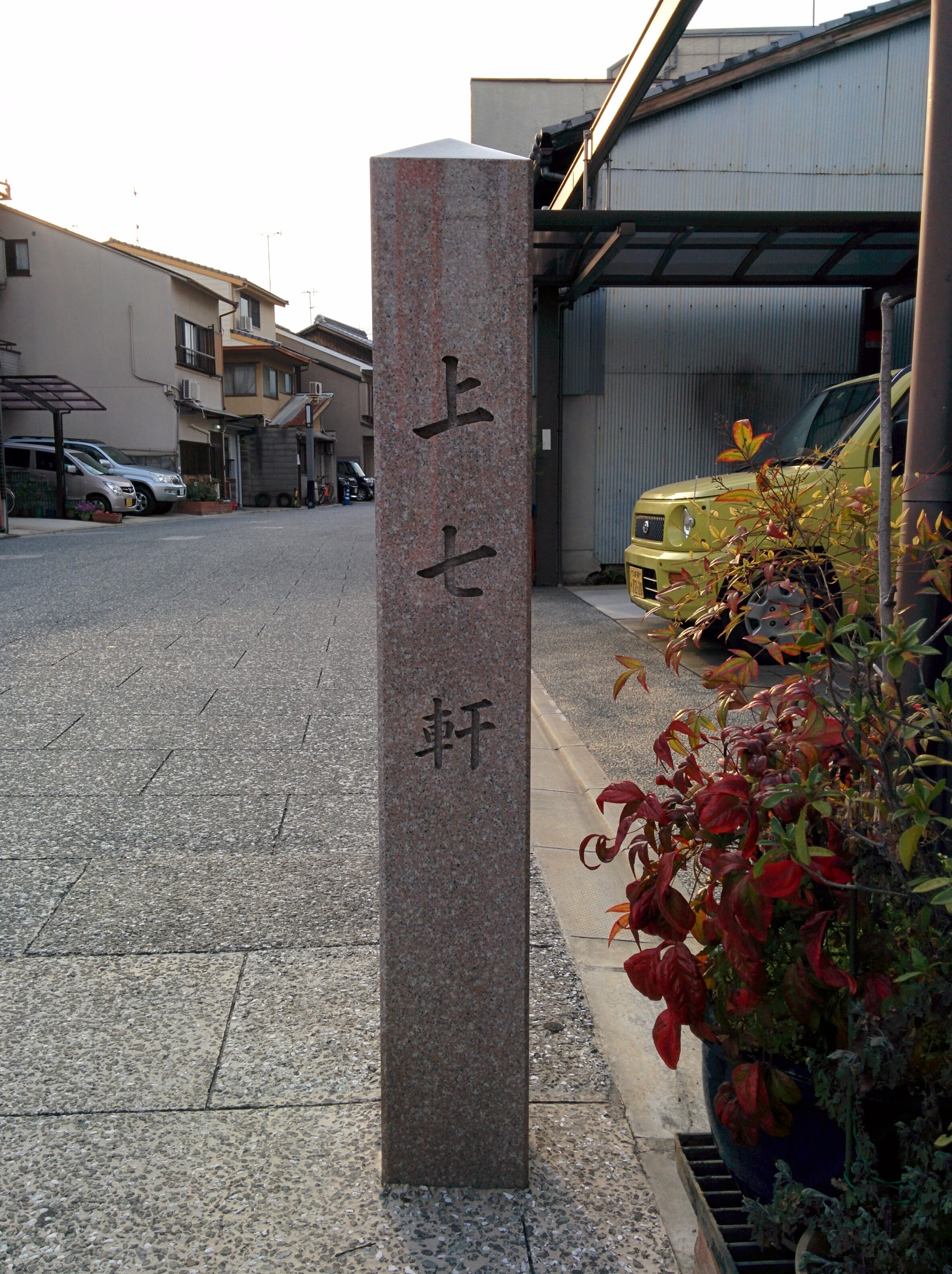
上七軒 案内碑

2013年2月、上七軒通電線地中化工事が完成、常夜灯を設置した石畳風舗装の道路に生まれ変わった。

## 主な行事
- 始業式
- 梅花祭（2月25日）
- 北野をどり
- 京都五花街合同公演
- 盆踊り（匠会）
- ビヤガーデン（7月 – 8月）
- 瑞饋祭
- 寿会
- 事始め